# Eliphas Shivute
Eliphas Shivute (ur. 27 września 1974 w Olukondzie) – namibijski piłkarz grający na pozycji napastnika.

## Kariera klubowa
W swojej karierze piłkarskiej Shivute grał w takich klubach jak: Blue Waters, Eleven Arrows FC, niemiecki Schwarz-Weiß Düren, szkocki Motherwell, chińskie Dalian Wanda i Shenzhen Kejian Ping’an oraz serbski FK Čukarički.

## Kariera reprezentacyjna
W reprezentacji Namibii Shivute zadebiutował 11 października 1992 roku w przegranym 0:3 meczu eliminacji do MŚ 1998 z Madagaskarem. W 1998 roku został powołany do kadry na Puchar Narodów Afryki 1998. Rozegrał na nim trzy spotkania: z Wybrzeżem Kości Słoniowej (3:4), z Angolą (3:3) i z Republiką Południowej Afryki (1:4). W meczu z Wybrzeżem Kości Słoniowej strzelił dwa gole. W kadrze narodowej grał do 2001 roku. Rozegrał w niej 40 meczów i strzelił 9 goli.